# L'italiana in Londra
L'italiana in Londra è un intermezzo giocoso di Domenico Cimarosa basato su libretto di Giuseppe Petrosellini.
Ebbe la sua prima al Teatro Valle di Roma il 28 dicembre 1778 e, grazie al successo ottenuto presso il pubblico romano, fu rappresentata successivamente al Teatro Carignano di Torino, al San Moisè di Venezia, a Milano il 10 luglio 1780, nell'ambito della stagione estiva del Teatro alla Scala, al Palazzo Esterházy nel carnevale 1784 (sotto la direzione di Franz Joseph Haydn) e nel 1790 anche a Parigi al Teatro della Foire Saint'Germain. A Napoli nel 1794 fu ripresa dallo stesso Cimarosa con l'aggiunta di un quartetto e due arie. Nella prima messa in scena tra i cantanti che vennero impiegati troviamo i castrati Girolamo Crescentini e Giuseppe Censi e i buffi romano Francesco Bussani e napoletano Gennaro Luzio. Crescentini e Censi interpretavano, in travesti, ruoli femminili, com'era d'uso nello Stato Pontificio, dove, a causa del divieto per l'impiego delle donne in palcoscenico, si utilizzavano sempre, al loro posto, castrati.
I notevoli consensi riportati a Roma per questo dramma giocoso furono dovuti principalmente agli ampi, lunghi ed intrigati finali che Cimarosa usò per la prima volta in un teatro romano. Fu grazie a questo che la gloria di Cimarosa iniziò a diffondersi al di fuori dei confini italiani.
L'opera inizia con una graziosa e briosa sinfonia, ma non originale. Nel primo atto si osservano in particolare una graziosa aria di Livia, l'aria di Don Polidoro Dammi la mano, o bella e il vivace e fantasioso finale. Nella seconda parte dell'intermezzo è valido il terzetto iniziale, nonché la piacevole cavatina di Madama Brillante Io voglio a Napoli con voi venire. Di seguito spiccano l'aria drammatica di Livia, la divertente aria comica di Milord e il finale concertato composto con grande maestria.

## Trama
Livia, sotto lo pseudonimo di Enrichetta, dalla nativa Genova si reca a Londra in cerca dell'amato, Milord Arespingh che conobbe un paio d'anni prima, il quale ha dovuto lasciarla perché il padre voleva destinarlo a nozze con una nobile inglese. Nella locanda dove soggiorna, incontra Sumers, un mercante olandese, Don Polidoro, un napoletano, e l'amato Milord. L'incontro tra i due genera alcuni equivoci e tensioni: Milord non la riconosce e Livia ignora ch'egli l'ama sempre, soffre e spera di ritrovarlo: quindi ella si crede abbandonata e finge di non conoscerlo. Intanto il padre del nobile inglese, saputo che lei alloggia a Londra, ha dato ordine di arrestarla: Milord interviene, e dopo molto peripezie le nozze fra i due innamorati chiudono lietamente l'opera.

## Discografia
- Domenico Cimarosa, L'Italiana in Londra, Carlo Rizzi, Orchestra Sinfonica di Piacenza - Bongiovanni GB 2040/41-2 {2CD} / House of Opera DVDCC 709 (1DVD)